# Dicranomyia (Dicranomyia) bickeli
Dicranomyia (Dicranomyia) bickeli is een tweevleugelige uit de familie steltmuggen (Limoniidae). De soort komt voor in het Australaziatisch gebied.